# Here Comes the Rain Again
Here Comes the Rain Again – singel brytyjskiego duetu Eurythmics, wydany w 1984 roku.

## Ogólne informacje
Jest to trzeci singel z albumu Touch i jeden z największych przebojów zespołu. Na stronie B singla wydano piosenkę „Paint a Rumour”. W Wielkiej Brytanii dotarł do 8. miejsca na liście przebojów, będąc piątym z rzędu singlem duetu w pierwszej dziesiątce w rodzimym kraju. W USA był to dopiero pierwszy singel promujący tę płytę, i dotarł do 4. miejsca na liście Billboard Hot 100, stając się drugim utworem Eurythmics, który dostał się do pierwszej dziesiątki w tym kraju.
W 2008 roku Madonna wykorzystała „Here Comes the Rain Again” podczas trasy koncertowej Sticky & Sweet Tour, łącząc utwór ze swoją piosenką „Rain”.

## Teledysk
Teledysk do „Here Comes the Rain Again” kręcony był na wyspie Hoy na Orkadach. Jego twórcy to David A. Stewart, Jon Roseman i Jonathan Gerschfield.

## Pozycje na listach przebojów
| Kraj              | Pozycja |
| ----------------- | ------- |
| Wielka Brytania   | 8       |
| Stany Zjednoczone | 4       |
| Kanada            | 7       |
| Irlandia          | 8       |
| Niemcy            | 14      |
| Austria           | 9       |
| Szwajcaria        | 19      |
| Holandia          | 33      |
| Szwecja           | 20      |
| Norwegia          | 10      |
| Australia         | 16      |
| Nowa Zelandia     | 32      |

## Certyfikaty i sprzedaż
| Kraj                  | Certyfikat    | Sprzedaż |
| --------------------- | ------------- | -------- |
| Kanada (MC)           | złota płyta   | 50 000+  |
| Wielka Brytania (BPI) | srebrna płyta | 250 000+ |